# Czernyola nigrithorax
Czernyola nigrithorax är en tvåvingeart som beskrevs av Willi Hennig 1938. Czernyola nigrithorax ingår i släktet Czernyola och familjen träflugor. Inga underarter finns listade i Catalogue of Life.